# Список метеликів Нової Зеландії
Список метеликів Нової Зеландії містить перелік з 12 ендемічних видів, а також кілька інтродукованих та мігруючих видів. Лускокрилі, до яких належать метелики та молі, є третім за величиною рядом комах у Новій Зеландії.

## Охорона природи
Про вимирання метеликів з часів заселення Нової Зеландії людиною відомо дуже мало, оскільки вони залишили мало решток. Більшість новозеландських безхребетних мешкають у лісах, тому можливо, що деякі метелики вимерли через масштабну вирубку лісів після заселення людиною.

## Дуже рідкісні мігранти
Окрім рідкісних, але постійних спостережень австралійських метеликів-мігрантів, протягом багатьох років на острові було зареєстровано кілька інших видів.
Aglais urticae, метелик, що мешкає в Євразії, був помічений поблизу Лінкольнського університету в Кентербері 13 серпня 2019 року, хоча спосіб завезення залишається невідомим.
Graphium choredon, найімовірніше, з Австралії, з'явився в саду Пребблтона, харчуючись квітами айстр, 15 березня 2017 року, ймовірно, його переносили вітрові потоки.
Papilio xuthus був зареєстрований у Данідіні в 1996 році, коли лялечка з'явилася на автомобілі, нещодавно імпортованому з Японії. Ще два спостереження було зроблено в Окленді в 2011 та 2016 роках, ймовірно, через імпорт цитрусових дерев.
Delias nigrina бачили у Вайкаї, Саутленд, після того, як комаху врятували з павутиння у січні 2010 року, а її появу також пов'язують з вітровими потоками або невідомими факторами.
Papilio polytes був помічений у передмісті Вестшор Нейпір, затока Хоук, 22 січня 2014 року. Зразок був схожий на підвид з Малайзії та Гонконгу. Його приписують перевезенню цитрусових або рослин з листям каррі.
Інші види лускокрилих, такі як молі-сатурнії, були помічені з подібних причин.

## Список
| №  | Наукова й українська назви виду                       | Поширення в Новій Зеландії          | Родина                  | Зображення                    |
| -- | ----------------------------------------------------- | ----------------------------------- | ----------------------- | ----------------------------- |
| 1  | Catopsilia pomona (Fabricius, 1775)                   | дуже рідкісний мігрант              | Біланові (Pieridae)     | зліва самець, праворуч самиця |
| 2  | Білан ріповий Pieris rapae (Linnaeus, 1758)           | введений вид                        | ↑                       | зліва самець, праворуч самиця |
| 3  | Lycaena boldenarum White, 1862                        | місцевий, ендемічний                | Синявцеві (Lycaenidae)  |                               |
| 4  | Lycaena salustius (Fabricius, 1793)                   | місцевий, ендемічний                | ↑                       |                               |
| 5  | Lycaena feredayi (Bates, 1867)                        | місцевий, ендемічний                | ↑                       | самиця                        |
| 6  | Lycaena rauparaha (Fereday, 1877)                     | місцевий, ендемічний                | ↑                       |                               |
| 7  | Синявець гороховий Lampides boeticus (Linnaeus, 1767) | місцевий (самонаступ)               | ↑                       | самець                        |
| 8  | Zizina labradus (Godart, 1824)                        | місцеві або, можливо, інтродуковані | ↑                       |                               |
| 9  | Zizina oxleyi (C. & R. Felder, 1865)                  | місцевий, ендемічний                | ↑                       | самець                        |
| 10 | Tirumala hamata (MacLeay, 1826)                       | дуже рідкісний мігрант              | Сонцевики (Nymphalidae) |                               |
| 11 | Монарх Danaus plexippus (Linnaeus, 1758)              | місцевий (самонаступ)               | ↑                       | зліва самець, праворуч самиця |
| 12 | Danaus petilia (Stoll, 1790)                          | рідкісний мігрант                   | ↑                       | зліва самець, праворуч самиця |
| 13 | Junonia villida Godart, 1819                          | дуже рідкісний мігрант              | ↑                       |                               |
| 14 | Hypolimnas bolina (Fabricius, 1775)                   | регулярний мігрант                  | ↑                       | зліва самець, праворуч самиця |
| 15 | Vanessa itea (Fabricius, 1775)                        | місцевий                            | ↑                       |                               |
| 16 | Vanessa gonerilla (Fabricius, 1775)                   | місцевий, ендемічний                | ↑                       |                               |
| 17 | Vanessa kershawi (McCoy, 1868)                        | регулярний мігрант                  | ↑                       |                               |
| 18 | Melanitis leda (Linnaeus, 1758)                       | дуже рідкісний мігрант              | ↑                       |                               |
| 19 | Percnodaimon merula (Hewitson, 1875)                  | місцевий, ендемічний                | ↑                       |                               |
| 20 | Erebiola butleri Fereday, 1879                        | місцевий, ендемічний                | ↑                       |                               |
| 21 | Dodonidia helmsii Butler, 1884                        | місцевий, ендемічний                | ↑                       |                               |
| 22 | Argyrophenga antipodum Doubleday, 1845                | місцевий, ендемічний                | ↑                       |                               |
| 23 | Argyrophenga harrisi Craw, 1978                       | місцевий, ендемічний                | ↑                       |                               |
| 24 | Argyrophenga janitae Craw, 1978                       | місцевий, ендемічний                | ↑                       |                               |